# Tyson Beckford
Tyson Beckford (Rochester, Nueva York, 19 de diciembre de 1970) es un modelo y actor estadounidense, más conocido por ser modelo de Ralph Lauren Polo. Fue presentador de ambas temporadas del programa de Bravo, Make Me a Supermodel. Beckford ha sido descrito como uno de los supermodelos masculinos más exitosos de todos los tiempos, logrando fama y enormes contratos similares a las modelos femeninas que tuvieron un gran éxito en la década de 1990.